# Un amour d'emmerdeuse
Pour plus de détails, voir Fiche technique et Distribution.
Un amour d'emmerdeuse est un film français réalisé par Alain Vandercoille et sorti en 1980.

## Synopsis
Catherine et Philippe viennent enfin d'avoir un bébé après dix ans de mariage. Cette naissance va perturber leur vie de couple, Philippe se réfugie dans son travail et Catherine se retrouve débordée.

## Fiche technique
- Titre alternatif : La petite merveille
- Réalisation : Alain Vandercoille
- Scénario :  Olivia Orlandi, Alain Vandercoille
- Photographie : Marcel Grignon
- Musique : Roger Poulet
- Montage : Marie-Jo Audiard
- Affiche : Claude Serre
- Durée : 85 minutes
- Dates de sortie: 
  - 9 avril 1980

## Distribution
- Olivia Orlandi : Catherine
- Raphaël Delpard : Philippe
- Alain Franco : Paul
- Marthe Villalonga : La grand-mère
- Francis Perrin : Maxime
- Caroline Cartier : Laurence
- Marie-Thérèse Roy : Lucie
- Jacqueline Clément : Jacqueline
- Simone Paris : La grand-mère maternelle
- Françoise Arnaud : L'épicière
- Gilbert Guillaud : L'épicier
- Bernadette Palas : La secrétaire
- Jean-Pierre Vivian : Franck, l'assistant
- Anne Berger : La marraine
- Gérard Presgurvic : Gérard